# Bayón
Pour les articles homonymes, voir Bayon.
Le bayón est une « danse populaire originaire d'Amérique du Sud, de rythme vif et joyeux, qui a été à la mode en Espagne dans les années 1950 et 1960 ».
Il semble qu'elle doive être distinguée du baion[réf. souhaitée] (danse brésilienne sur un rythme de baião), qui lui est plutôt lent.